# Senoculus
Senoculus és un gènere d'aranyes araneomorfes, l'únic gènere de la família dels senocúlids (Senoculidae). Aquest gènere fou descrit per primera vegada l'any 1872 per L. Taczanowski. La família la va descriure Eugène Simon el 1890.

## Sistemàtica
Segons el World Spider Catalog amb data de desembre de 2018, Oxyopes té reconegudes 31 espècies amb una distribució que es concentra només en el continent americà (Amèrica Central i Sud-amèrica). Aquesta xifra, a diferència del que succeeix en altres gèneres i famílies, es manté estable, ja que l'any 2000 tenia el mateix nombre d'espècies. Aquestes són:
- S. albidus  (F. O. P-Cambridge, 1897) (Brasil)
- S. barroanus  Chickering, 1941 (Panamà)
- S. bucolicus  Chickering, 1941 (Panamà)
- S. cambridgei  Mello-Leitão, 1927 (Brasil)
- S. canaliculatus  F. O. P.-Cambridge, 1902 (Mèxic fins a Panamà)
- S. carminatus  Mello-Leitão, 1927 (Brasil)
- S. darwini  (Holmberg, 1883) (Argentina)
- S. fimbriatus  Mello-Leitão, 1927 (Brasil)
- S. gracilis  (Keyserling, 1879) (Guyana fins a l'Argentina)
- S. guianensis  Caporiacco, 1947 (Guyana)
- S. iricolor  (Simon, 1880) (Brasil)
- S. maronicus  Taczanowski, 1872 (Guaiana Francesa)
- S. minutus  Mello-Leitão, 1927 (Brasil)
- S. monastoides  (F. O. P.-Cambridge, 1873) (Brasil)
- S. nigropurpureus  Mello-Leitão, 1927 (Paraguai)
- S. penicillatus  Mello-Leitão, 1927 (Trinidad, Brasil, Paraguai)
- S. planus  Mello-Leitão, 1927 (Brasil)
- S. plumosus  (Simon, 1880) (Brasil)
- S. prolatus  (O. P.-Cambridge, 1896) (Mèxic, Guatemala)
- S. proximus  Mello-Leitão, 1927 (Brasil)
- S. purpureus  (Simon, 1880) (Panamà fins a l'Argentina)
- S. robustus  Chickering, 1941 (Panamà)
- S. rubicundus  Chickering, 1953 (Panamà)
- S. rubromaculatus  Keyserling, 1879 (Perú)
- S. ruficapillus  (Simon, 1880) (Brasil)
- S. scalarum  Schiapelli & Gerschman, 1958 (Argentina)
- S. silvaticus  Chickering, 1941 (Panamà)
- S. tigrinus  Chickering, 1941 (Panamà)
- S. uncatus  Mello-Leitão, 1927 (Brasil)
- S. wiedenmeyeri  Schenkel, 1953 (Veneçuela)
- S. zeteki  Chickering, 1953 (Panamà)

### Superfamília Lycosoidea
Els senocúlids havien format part dels licosoïdeus (Lycosoidea), una superfamília formada per dotze famílies entre les quals cal destacar pel seu nombre d'espècies: els licòsids (2.304), els ctènids (458), els oxiòpids (419) i els pisàurids (328). Les aranyes, tradicionalment, havien estat classificades en famílies que van ser agrupades en superfamílies. Quan es van aplicar anàlisis més rigorosos, com la cladística, es va fer evident que la major part de les principals agrupacions utilitzades durant el segle XX no eren compatibles amb les noves dades. Actualment, els llistats d'aranyes, com ara el World Spider Catalog, ja ignoren la classificació de superfamílies.